# Fructose-6-phosphat
D-Fructose-6-phosphat, ein Phosphorsäureester der Fructose, ist ein wichtiger Metabolit vieler Stoffwechsel-Prozesse. Unter physiologischen Bedingungen bei einem pH-Wert von 7 liegt der Ester als Anion vor (vgl. Bild).
Am wichtigsten ist sein Vorkommen einerseits in der Gluconeogenese, anderseits in der Glycolyse und damit auch in der alkoholischen Gärung. Auch bei der Photosynthese der Pflanzen spielt er im Calvin-Zyklus eine Rolle. Schließlich wird das D-Fructose-6-phosphat bei der Biosynthese von Saccharose in Pflanzen benötigt.
Es gibt zwei wichtige Derivate, ein Zwischenprodukt und einen Regulator des Glycolyseweges:
- Fructose-1,6-bisphosphat (Frc-1,6-BP), das Produkt von Phosphofructokinase 1 (PFK 1), gleichzeitig Substrat der Aldolase;
- Fructose-2,6-bisphosphat (Frc-2,6-BP), das Produkt von Phosphofructokinase 2 (PFK 2), gleichzeitig ein wichtiger Aktivator der PFK 1.